# Бродецька селищна рада
Броде́цька се́лищна ра́да — адміністративно-територіальна одиниця та орган місцевого самоврядування в Козятинському районі Вінницької області. Адміністративний центр — селище міського типу Бродецьке.

## Загальні відомості
Бродецька селищна рада утворена в 1981 році.
- Територія ради: 2,37 км²
- Населення ради: 2 661 особа (станом на 2001 рік)
- Територією ради протікає річка Гнилоп'ять

## Історія
село Бродецьке 1712 рік.

## Населені пункти
Селищній раді підпорядковані населені пункти:
- смт Бродецьке
- с-ще Дубина

## Склад ради
Рада складається з 20 депутатів та голови.
- Голова ради: Мартинюк Сергій Павлович
- Секретар ради: Шпак Тамара Михайлівна

### Керівний склад попередніх скликань
| Прізвище, ім'я, по батькові   | Основні відомості                                                | Дата обрання | Дата звільнення |
| ----------------------------- | ---------------------------------------------------------------- | ------------ | --------------- |
| Лопатюк Ярослав Станіславович | Селищний голова, 1973 року народження, безпартійний              | 26.03.2006   | 01.10.2008      |
| Бурцев Віктор Миколайович     | Селищний голова, 1952 року народження, член партії Єдиний Центр  | 15.03.2009   | 31.10.2010      |
| Мартинюк Сергій Павлович      | Селищний голова, 1969 року народження, освіта вища, безпартійний | 31.10.2010   |                 |

Примітка: таблиця складена за даними сайту Верховної Ради України

### Депутати
За результатами місцевих виборів 2010 року депутатами ради стали:

#### За суб'єктами висування
| Суб'єкт висування | Кількість обраних депутатів | %  |
| ----------------- | --------------------------- | -- |
| Самовисування     | 17                          | 85 |
| Партія регіонів   | 3                           | 15 |

#### За округами
| № округу        | Прізвище, ім'я, по батькові       | Дата визнання обраним | Освіта             | Партійна приналежність                        | Відомості про обраного депутата                                      |
| --------------- | --------------------------------- | --------------------- | ------------------ | --------------------------------------------- | -------------------------------------------------------------------- |
| Партія регіонів |                                   |                       |                    |                                               |                                                                      |
| 1               | Назарова Лілія Борисівна          | 05.11.2010            | вища               | позапартійна                                  | Бродецька загальноосвітня школа І-ІІІ ст., вчитель початкових класів |
| 9               | Голембівська Тетяна Володимирівна | 05.11.2010            | вища               | позапартійна                                  | Бродецька загальноосвітня школа І-ІІІ ст., вчитель                   |
| 18              | Ярошенко Наталія Анатоліївна      | 05.11.2010            | вища               | позапартійна                                  | Бродецька загальноосвітня школа І-ІІІ ст., вчитель початкових класів |
| Самовисування   |                                   |                       |                    |                                               |                                                                      |
| 2               | Шпак Леся Володимирівна           | 05.11.2010            | середня            | позапартійна                                  | Бродецький ЗЗ Б, робітник                                            |
| 3               | Сульжук Володимир Олександрович   | 05.11.2010            | середня спеціальна | позапартійний                                 | приватний підприємець                                                |
| 4               | Левчук Людмила Миколаївна         | 05.11.2010            | середня            | позапартійна                                  | Бродецька селищна рада, спеціаліст-бухгалтер                         |
| 5               | Ткачук Павло Миколайович          | 05.11.2010            | середня            | член Всеукраїнського об'єднання «Батьківщина» | тимчасово не працює                                                  |
| 6               | Ткачук Сергій Миколайович         | 05.11.2010            | середня            | позапартійний                                 | продуктовий магазин «Віта», приватний підприємець                    |
| 7               | Ковальчук Іван Сергійович         | 05.11.2010            | вища               | позапартійний                                 | Бродецька селищна рада, бухгалтер                                    |
| 8               | Клімова Людмила Михайлівна        | 05.11.2010            | вища               | позапартійна                                  | приватний підприємець                                                |
| 10              | Кальчук Ольга Анатоліївна         | 05.11.2010            | середня спеціальна | позапартійна                                  | приватний підприємець                                                |
| 11              | Шпак Тамара Михайлівна            | 05.11.2010            | вища               | позапартійна                                  | Бродецька селищна рада, секретар                                     |
| 12              | Шостаківський Віталій Іванович    | 05.11.2010            | середня спеціальна | позапартійний                                 | Бродецьке ПЗТ, майстер                                               |
| 13              | Ткачук Ігор Васильович            | 05.11.2010            | вища               | позапартійний                                 | Бродецький Святопокровський храм, настоятель                         |
| 14              | Гуменюк Оксана Анатоліївна        | 05.11.2010            | середня спеціальна | позапартійна                                  | Глуховецька селищна лікарня, медсестра                               |
| 15              | Олійник Тетяна Іванівна           | 05.11.2010            | вища               | позапартійна                                  | Бродецька амбулаторія сімейної медицини, головний лікар              |
| 16              | Ткачук Ігор Сергійович            | 05.11.2010            | вища               | позапартійний                                 | Комунальне підприємстві «Темп», директор                             |
| 17              | Матієк Степан Іванович            | 05.11.2010            | середня спеціальна | позапартійний                                 | «Марїнський Укрпромзбут», начальник ремонтно-механічного цеху        |
| 19              | Кобець Олександр Вікторович       | 05.11.2010            | середня            | член Всеукраїнського об'єднання «Батьківщина» | тимчасово не працює                                                  |
| 20              | Бондар Оксана Володимирівна       | 05.11.2010            | середня            | позапартійна                                  | приватний підприємець                                                |